# Алтынкуль (Андижанская область)
Алтынку́ль (узб. Олтинкўл/Oltinko’l, букв. Золотое озеро) — город, административный центр Алтынкульского района Андижанской области Узбекистана.
Алтынкуль расположен на левом берегу реки Карадарья, на 10 км западнее Андижана. Население — 9347 человек (1989 год).